# Anders Foldager
Anders Foldager (Skive, 27 juli 2001) is een Deens wielrenner die in 2024 prof werd bij Team Jayco AlUla.

## Carrière
In 2022 behaalde Foldager enkele ereplaatsen in met name Italiaanse eendagskoersen. Hij werd onder meer derde in de Trofeo Alcide Degasperi, vierde in de Coppa Zappi en tweede in de Ruota d'Oro. Daarnaast werd hij, achter Riley Pickrell, tweede in een etappe in de Ronde van Italië voor beloften. Zijn eerste overwinning op UCI-niveau volgde in april 2023: in de Trofeo Città di San Vendemiano, een Italiaanse eendagskoers voor belofterenners, bleef hij Andrea Debiasi en Giosuè Epis voor in de sprint. Twee maanden later won hij de slotrit in de Ronde van Italië voor beloften. In de Ronde van de Toekomst won Foldager de openingsetappe. De leiderstrui die hij daaraan overhield raakte hij een dag later weer kwijt aan Michał Pomorski. In de derde etappe, een ploegentijdrit van 26,5 kilometer, was de Deense selectie, waar Foldager deel van uitmaakte, de beste.
In 2024 werd Foldager prof bij Team Jayco AlUla, nadat hij in het najaar van 2022 al stage had gelopen bij diezelfde ploeg.

## Overwinningen
2023
Trofeo Città di San Vendemiano
8e etappe Giro Next Gen
1e en 3e (TTT) etappe Ronde van de Toekomst
2024
2e etappe Ronde van Slowakije

### Resultaten in voornaamste wedstrijden
|      | \| Jaar \| Parijs-Roubaix \| Amstel Gold Race \| Luik-Bast.‑Luik \| Waalse Pijl \| \| ---- \| -------------- \| ---------------- \| --------------- \| ----------- \| \| 2024 \| buit.tijd \| opgave \| 93e \| opgave \| \| 2025 \| \| 59e \| \| 87e \| |                  |                 |             |
| Jaar | Parijs-Roubaix | Amstel Gold Race | Luik-Bast.‑Luik | Waalse Pijl |
| 2024 | buit.tijd | opgave           | 93e             | opgave      |
| 2025 | | 59e              |                 | 87e         |

### Resultaten in kleinere rondes
| Jaar | Ronde van Catalonië | Ronde van het Baskenland | Ronde van Zwitserland |
| ---- | ------------------- | ------------------------ | --------------------- |
| 2024 |                     |                          | 57e                   |
| 2025 | 107e                | opgave                   |                       |

(*) tussen haakjes aantal individuele etappeoverwinningen

## Ploegen
- 2022 –  Biesse-Carrera
- 2022 –  Team BikeExchange-Jayco (stagiair vanaf 1 augustus)
- 2023 –  Biesse-Carrera
- 2024 –  Team Jayco Alula
- 2025 –  Team Jayco AlUla

Balmer · Bauer · Bewley · Colleoni · Craddock · Durbridge · Edmondson · Grmay · Groenewegen · Groves · Hamilton · Hepburn · Howson · Jansen · Juul-Jensen · Kangert · Konysjev  · Maas · Matthews · Meyer · Mezgec · O'Brien · Peña · Reinders (vanaf 23/8) · Schultz · Scotson · Smith · Sobrero · Stewart · Yates · Bogusławski (stagiair) · De Pretto (stagiair) · Foldager (stagiair)
Berhe · Craddock · De Marchi · De Pretto · Dunbar · Durbridge · Engelhardt · Ewan · Foldager · Groenewegen · Hamilton · Harper · Hepburn · Jansen · Juul-Jensen · Maas · Matthews · Mezgec · O'Brien · Peña · Plapp · Porter · Quick · Reinders · Schmid · Scotson · Stewart · Walscheid · Yates · Zana